# Cihadiye, Sarıçam
Cihadiye là một xã thuộc huyện Sarıçam, tỉnh Adana, Thổ Nhĩ Kỳ. Dân số thời điểm năm 2009 là 1.797 người.